# Pierre-Yves Trémois

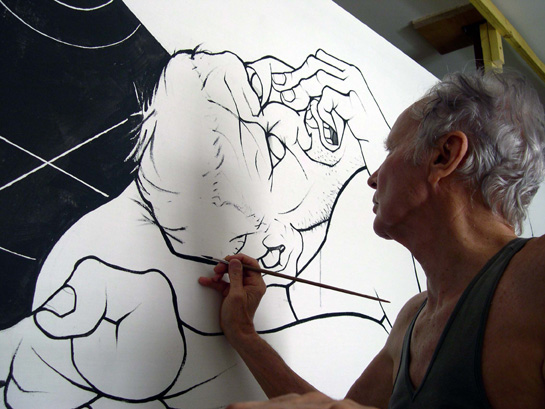

Pierre-Yves Trémois (* 8. Januar 1921 in Paris; † 16. August 2020) war ein französischer Maler, Bildhauer und Illustrator.

## Leben
Trémois studierte an der École nationale supérieure des beaux-arts in Paris. Trémois ist bekannt für seine eindrucksvollen Werke im Stil des Surrealismus und durch seine extravaganten Phantasien in der Illustration von Büchern. Seit dem Jahr 1978 war er als Nachfolger von Paul Lemagny Mitglied der Académie des Beaux-Arts.
Trémois war Ehrenmitglied der Europäischen Kulturstiftung, der auch viele seiner Künstlerfreunde wie Salvador Dalí, Arno Breker, Ernst Fuchs, Leonor Fini und Roger Peyrefitte bis zu ihrem Tod angehörten.

## Auszeichnungen
- 1942 Premier Grand Prix de Rome de Peinture
- 1963 Académie de Dessin de Florence
- 1971 Comité National du Livre Contemporain
- 1971 Académie royale flamande des Sciences
- 1978 Académie des Beaux-Arts
- 1980 Ehrenmitglied der "Europäischen Kultur Stiftung", Berlin/New York
- Officier de la Légion d'Honneur
- Chevalier des Arts et Lettres
- Chevalier des Palmes académiques